# Бои при Оссуве
Бои при Оссуве (польск. Bitwa pod Ossowem) — бои в ходе битвы за Варшаву, произошедшие 13-14 августа 1920 года вблизи города Воломин. Бои при Оссуве были одними из первых, выигранных поляками с начала советского наступления на Варшаву. В современной Польше победа под Оссувом считается символом мужества и самопожертвования в борьбе за независимость страны.

## Предыстория

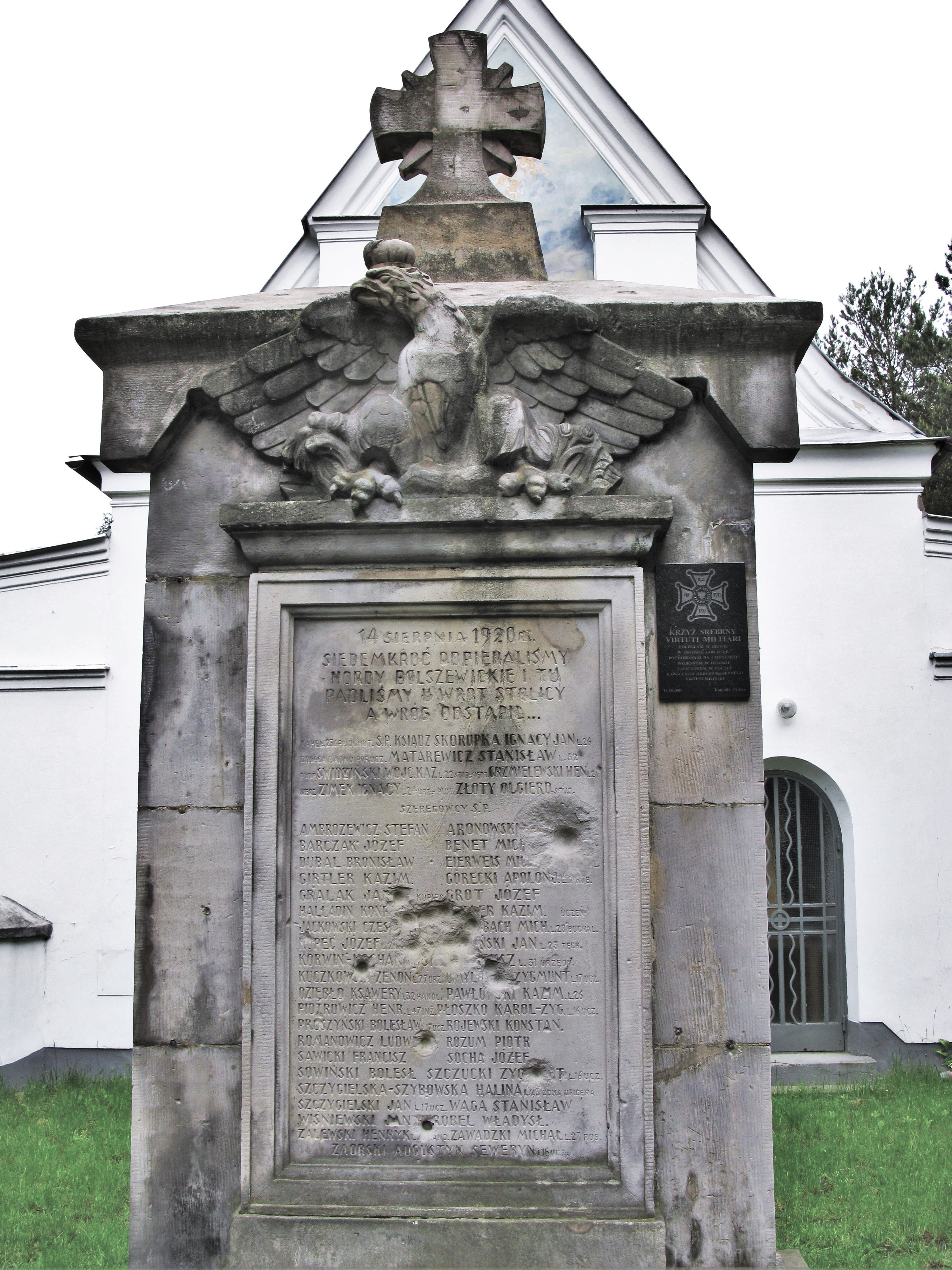
Памятник павшим полякам на кладбище в Оссуве

В первых числах августа 1920 года войска Красной Армии под командованием М. Н. Тухачевского подошли к Варшаве и близлежащей крепости Модлин. На южном крыле Западного фронта войска 16-й армии наступали к Варшаве вдоль железной дороги Брест — Варшава. 
Деревня Оссув лежала на стратегически важной дороге, ведущей c востока на Варшаву, и имела большое значение для обеих сторон. Задачей 1-й армии генерала Ф. Лятиника (8-я, 10-я, 11-я, 15-я пехотные дивизии, 1-я Литовско-Белорусская дивизия, 7-я резервная бригада), наиболее технически обеспеченной из всех польских армий, являлась непосредственная оборона подступов к Варшаве. В польских планах дорога Лесняковщина — Оссув предусматривалась для отступления от первой линии обороны Варшавы ко второй линии, расположенной к западу от Оссува.

## Силы сторон
К середине августа район занимала 18-й пехотная дивизия, боеспособная и хорошо экипированная. Саму деревню защищали 33-й и 36-й пехотные полки. 33-й полк состоял из жителей Мазовии и отличался высоким боевым духом. 36-й полк считался элитным, поскольку он состоял из добровольцев — студентов варшавских университетов и носил название «студенческого».
 Непосредственно перед боем полки были усилены недавно созданными 221-м и 236-м пехотными полками, состоявшей, в основном, из учеников варшавских гимназий.
На Оссув наступали части 2-й стрелковой дивизии, которые к утру 14 августа сосредоточилась в районе Липка - Домбровица, имея в виду в дальнейшем развить наступление в западном направлении и 79-й стрелковой бригады Г. Д. Хаханяна 27-й стрелковой дивизии. Но к началу боёв за Варшаву дивизии Западного фронта понесли существенные потери: в некоторых дивизиях в результате боевых потерь осталось не более тысячи бойцов, а некоторые полки своей численностью не превышали роту. 

## Ход боёв
13 августа в ходе боя за «Варшавский мост» на участке Воломин — Лесняковизна 79-я бригада атаковала полки 11-й и 8-й пехотной дивизий. Около 16.00 части 79-й бригады отразили приближавшийся к Оссуву батальон 36-го пехотного полка. Последующая контратака двух польских батальонов позволила вернуть утраченный район.
Около 4 часов утра 14 августа три батальона 235-го и 236-го стрелковых полков атаковали польские позиции на дороге Лесняковизна — Оссув. Одновременно силами 237-го стрелкового полка был атакован Воломин. Подразделения 234-го и 235-го стрелковых полков добились успеха и оттеснили два польских батальона к Оссуву. Атака на Воломин была отбита частями 47-го пехотного полка при поддержке тяжелой артиллерии и двух бронепоездов. Поляки контратаковали силами батальона 33-го пехотного полка, но успеха не имели. 
Отбив контратаку, 79-я стрелковая бригада двинулись на Оссув и прорвала фронт, выйдя ко второй линии обороны Варшавского моста. Поляки несколько раз контратаковали, но не добились успеха. Во время контратаки погиб капеллан 36-го полка Игнаций Скорупка, ставший одним из символов польского сопротивления.
Около 7 часов утра полковник Бурхардт-Букацкий начал контратаку силами 13-го пехотного полка при поддержке полевой артиллерии. 3-й батальон 13-го пехотного полка также подошел к Оссуву и около 10:00 поддержал атаку на юго-восточную окраину Оссува. Огонь артиллерии вызвал панику в рядах советских 235-го и 236-го стрелковых полков. Атаки 13-го полка были поддержаны переброшенными к Оссуву подразделениями 33-го, 36-го, 221-го и 47-го пехотных полков. Два полка советской 79-й стрелковой бригады были рассеяны.
Бои стали одними из первых, выигранных поляками в ходе битвы за Варшаву.

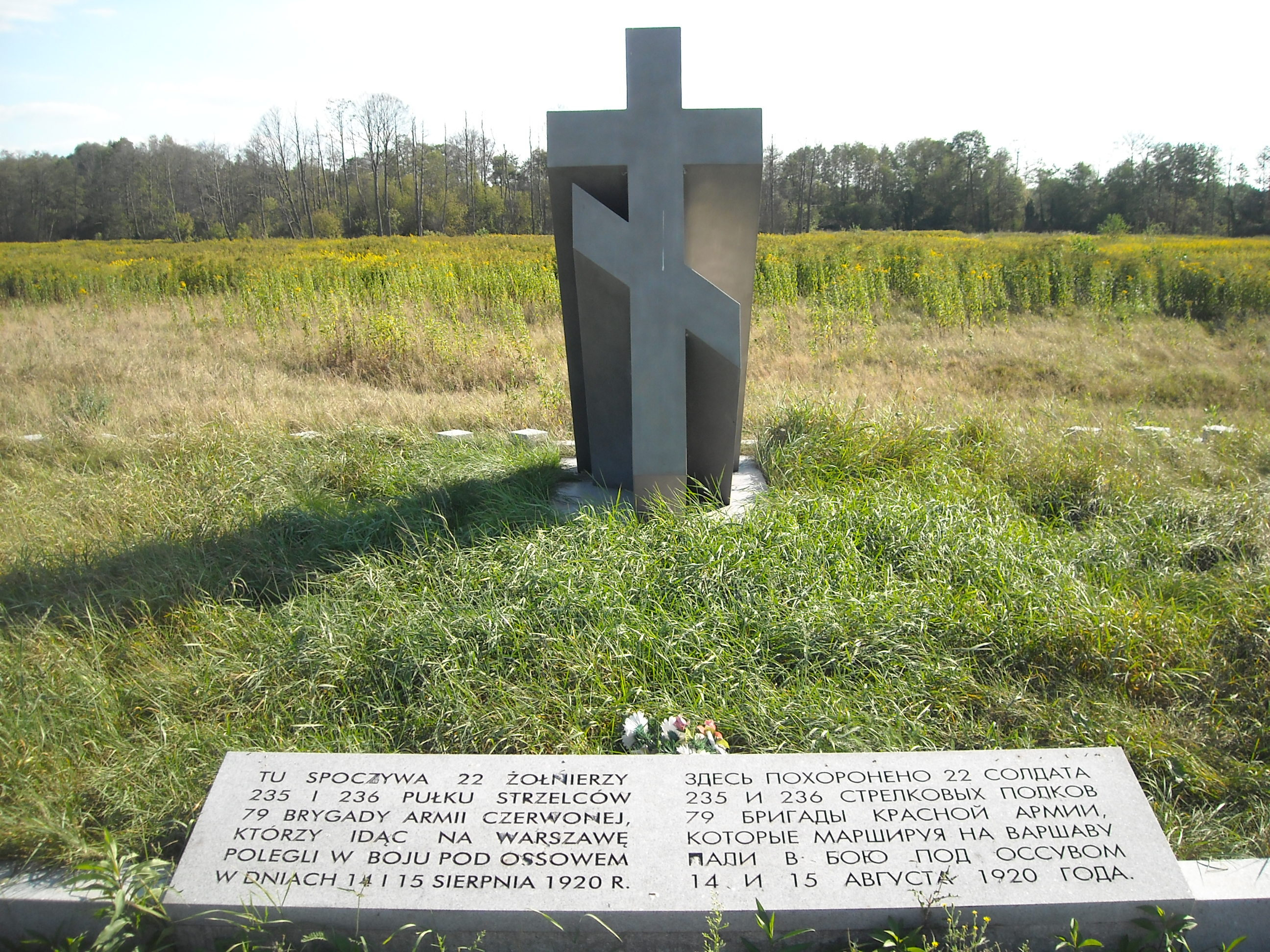
Памятник на могиле погибших красноармейцев в Оссуве

## Память
В ноябре 2010 года вблизи Оссува был установлен памятный знак на братской могиле безымянных красноармейцев (на илл.). Открытие памятника в вызвала обширную дискуссию в польском обществе о допустимости сохранения на территории Польши «большевистских» памятников. Памятник дважды подвергался актам вандализма.